# Citlalmina
Citlalmina (appelée aussi Citlalnima) est, dans la mythologie aztèque, la déesse des étoiles femelles.